# Разинская волость
Разинская волость — волость Московского уезда Московской губернии РСФСР, существовавшая в 1918—1929 годах.
18 июня 1918 года в Московском уезда Измайловская, Кучинская и Пехорская волости были объединены в Реутово-Балашихинскую волость. В октябре того же года она была переименована в Разинскую волость.
По данным 1924 года в Разинской волости было 17 сельсоветов: Абрамцевский, Гольяновский, Ивановский, Измайловский, Калошинский, Кучинский, Мало-Крутицкий, Николаевский, Никольско-Архангельский, Никольско-Трубецкой, Оболдинский, Пехра-Покровский, Пехра-Покровский, Темниковский, Федурновский, Фенинский и Щитниковский.
В 1926 году был образован Леоновский с/с.
В ходе реформы административно-территориального деления СССР в 1929 году Разинская волость была упразднена, а её территория разделена между Реутовским и Щёлковским районами Московского округа Московской области.